# ネクタネボ1世
ネクタネボ1世 （またはナクトネブエフ）は、エジプト第30王朝のファラオである。

## 生涯
紀元前380年に第29王朝のファラオ、アコリスが亡くなると、その子ネフェリテス2世を追放したネクタネボ1世が新たな王朝を創始し、王位に就いた。在位中はアテナイやスパルタから援軍を受け、ペルシアの再征服から王国を守ることに専念していた。ギリシアと連合したペルシアにナイルの西から攻めこまれネクタネボ1世が敗れるという事態も起こったが、メンフィスまで侵攻される前に連合軍が仲を違えて引き返したために、王国は事なきを得た。ナイル川が定期的に氾濫することで生じる地象を知っていたエジプト軍の強みが生かされたことも大きかった。
18年という長くも安定した政権を通じて、無数の記念碑や神殿を建立した偉大な建築者としても名を残している。ネクタネボ1世はエジプト中に無数にある荒廃した神殿を修復し、聖なる島フィラエに小さなキオスク（あずまや）を立てたほか、エルキャブ、メンフィス、サフト・エル・ヘンネフ、タニスにも聖所を造らせた 。これらの都市、特にフィラエは後に古代エジプトにおいて重要な信仰の地となる。イシスの祭祀が行われる最初の一歩であった。ヘルモポリスでラムセス2世のピュロン（塔門）のまえに優れた石柱を立てたのもこのファラオである。カルナックの神殿にも最初のピュロンを設けている。紀元前365年ごろから息子のテオスとエジプトを共同統治し、そのまま後継に据えた。362年に没し、そのテオスが玉座についた。